# Sporting Kansas City II
Sporting Kansas City II, anteriormente conhecido como Swope Park Rangers é um clube de futebol da cidade de Kansas City, Missouri. A equipe é uma subdivisão do Sporting Kansas City.

## História
No dia 22 de Outubro foi anunciado que a trigésima equipe da United Soccer League seria um time reserva do Sporting Kansas City. A equipe substituiu o Oklahoma City Energy FC como equipe afiliada do SKC. A equipe se tornou a terceira afiliada do Sporting Kansas City, depois de Orlando City e Oklahoma City Energy FC.

### Escudo
| Evolução do Escudo do Sporting Kansas City II | Evolução do Escudo do Sporting Kansas City II | Evolução do Escudo do Sporting Kansas City II | Evolução do Escudo do Sporting Kansas City II | Evolução do Escudo do Sporting Kansas City II | Evolução do Escudo do Sporting Kansas City II | Evolução do Escudo do Sporting Kansas City II | Evolução do Escudo do Sporting Kansas City II |
| 2015 – 2019                                   | 2020 – Atual                                  |                                               |                                               |                                               |                                               |                                               |                                               |
| --------------------------------------------- | --------------------------------------------- | --------------------------------------------- | --------------------------------------------- | --------------------------------------------- | --------------------------------------------- | --------------------------------------------- | --------------------------------------------- |